# Sysstema longiplaga
Sysstema longiplaga är en fjärilsart som beskrevs av Louis Beethoven Prout 1923. Sysstema longiplaga ingår i släktet Sysstema och familjen mätare. Inga underarter finns listade i Catalogue of Life.